# Черкасская, Александра Петровна
Княгиня Александра Петровна Черкасская (урождённая Левшина; 1757—1782) — фрейлина Екатерины II, одна из пяти лучших выпускниц Смольного института, удостоенных Золотой медали первой величины.

## Биография
Александра Левшина родилась 1 (12) января 1757 года в семье премьер-майора Петра Ивановича Левшина от его первого брака с княжной Татьяной Ивановной Кольцовой-Масальской. В четырёхлетнем возрасте потеряла мать и на восьмом году была определена в Смольный институт благородных девиц при самом его основании.
Императрица часто навещала Смольный институт, многих воспитанниц она знала по именам и состояла с ними в переписке. Среди них была и Левшина. Их переписка началась, когда воспитаннице было 12 лет, и велась на французом языке. До нас дошло лишь пять писем Екатерины II. Она очень любила Левшину и не забывала, интересовалась её судьбой, и в шутку звала своей «черномазой Левушкой». В одном их писем императрица писала:

Пожалуйста, передайте от меня г-же де Лафон, что эта большая девица в белом с темноватым лицом, носом как у попугая, издававшая бывало столько возгласов при моем приезде или отъезде из монастыря, пишет столько же естественно, сколь её письма наполнены веселостью. Я очень люблю, когда прекрасная природа проявляет себя без всяких прикрас и изысканности и нахожу черномазую Левушку, с ее ветреностью и ее неожиданными выходками, совершенно в моем вкусе.
В 1776 году Левшина закончила свое образование и была выпущена из Смольного института одной из первых с золотой медалью первой величины, «знаком отмены» и пожизненной пенсией в 250 рублей ежегодно.
2 (13) июня 1776 года она была пожалована во фрейлины императрицы и взята «на житьё» во дворец. Став фрейлиной, Левшина по неизвестной причине утратила расположение императрицы. Вскоре к ней посватался капитан лейб-гвардии Измайловского полка князь Петр Александрович Черкасский (1730-е— ?), сын князя А. А. Черкасского. В феврале 1780 года Левшина писала Екатерине II: 

Осмеливаюсь сообщить Вам, что князь Черкасский ищет моей руки. Этот человек одарен всеми прекрасными качествами как сердца, так и ума, что склонит меня в его пользу... Будьте уверены, что выбор мой — не результат увлечения молодости и недостаточного обсуждения. Находясь здесь без родителей, без поддержки Вашего Величества, я при моих годах убедилась, что мне более, нежели кому-либо, необходимо устроиться, вступить в брак, а достоинств князя побудили меня предпочесть его, хотя с ним как нельзя хуже обошлась судьба.
29 апреля (10 мая) 1780 Александра Петровна Левшина вышла замуж за князя Черкасского. Перед тем, как покинуть Петербург, она в последний раз написала императрице письмо, в котором сообщала о предстоящем отъезде и просила о аудиенции. В браке Александра Петровна прожила совсем недолго и скончалась молодой 26 августа (6 сентября) 1782 года в Москве не оставив наследников. Похоронена в Донском монастыре. 